# 石镇镇
石镇镇，是中华人民共和国江西省上饶市万年县下辖的一个乡镇级行政单位。

## 行政区划
石镇镇下辖以下地区：
观音阁社区、玉溪社区、石镇村、中洲村、珏田村、坑村、射田村、罗湖村、周家村、朱砂村、大黄村、桐源村、双山村、井路村、板舒村、虎山村和黄柏村。